# Гвозницкий сельсовет
Гво́зницкий сельсове́т (белор. Гвозніцкі сельсавет) — административная единица на территории Малоритского района Брестской области Беларуси. Административный центр — агрогородок Гвозница.

## История
Образован 12 октября 1940 года в составе Малоритского района Брестской области БССР. 16 июля 1954 года к сельсовету присоединена территория упразднённого Сбуражского сельсовета. С 25 декабря 1962 года по 6 января 1965 года в Брестском районе.

## Состав
Гвозницкий сельсовет включает 5 населённых пунктов:
- Богуславка — деревня
- Бродятин — деревня
- Гвозница — агрогородок
- Орлянка — деревня
- Язвин — деревня